# Linea U6 (metropolitana di Berlino)
La linea U6 della metropolitana di Berlino è lunga 19,8 km e ha 29 stazioni.
Attraversa Berlino in direzione nord-sud passando per il centro della città, servendo così i quartieri di Tegel, Reinickendorf, Wedding, Mitte, Kreuzberg, Tempelhof, Mariendorf.
Durante il periodo di divisione della capitale, il quartiere di Mitte era l'unico tra i quartieri sopracitati ad essere sotto il controllo sovietico; pertanto i treni sulla linea U6, così come quelli della parallela U8, continuarono ad essere utilizzabili solo dai cittadini di Berlino Ovest, che, pur percorrendo sotto terra la parte orientale della città, non fermavano nelle sue stazioni situate a Mitte, le quali furono per lunghi anni chiuse e chiamate Geisterbahnhöfe.

## Date di apertura
- 30 gennaio 1923: Stettiner Bahnhof (oggi: Naturkundemuseum) – Hallesches Tor
- 8 marzo 1923: Stettiner Bahnhof (oggi: Naturkundemuseum) – Seestraße
- 19 aprile 1924: Hallesches Tor – Mehringdamm
- 14 febbraio 1926: Mehringdamm – Kreuzberg (oggi: Platz der Luftbrücke)
- 10 settembre 1927: Kreuzberg (oggi: Platz der Luftbrücke) – Paradestraße
- 22 dicembre 1929: Paradestraße – Tempelhof (Südring)
- 3 maggio 1956: Seestraße – Kurt-Schumacher-Platz
- 31 maggio 1958: Kurt-Schumacher-Platz – Alt-Tegel
- 28 febbraio 1966: Tempelhof (Südring) – Alt-Mariendorf
- 4 dicembre 2020: Aperta la stazione Unter den Linden e chiusa la stazione di Französische Straße

### Testi di approfondimento
- (DE) Johannes Bousset, Ein Weihnachtsgeschenk für Berlin. Zur Eröffnung der U-Bahnstrecken Flughafen – Tempelhof (Südring); Stadion – Ruhleben; Thielplatz – Krumme Lanke sowie der Bahnhofserweiterungen Bülowstraße und Nollendorfplatz, in Die Fahrt, 1930,  pp. 2-10.
- (DE) Alexander Seefeldt, U6. Die Nord-Süd-Bahn durch Mitte, Berlino, Robert Schwandl Verlag, 2012, ISBN 978-3-936573-34-3.